# Colomastix magnirama
Colomastix magnirama is een vlokreeftensoort uit de familie van de Colomastigidae. De wetenschappelijke naam van de soort is voor het eerst geldig gepubliceerd in 1954 door Hurley.